# Electric Motors (Hove)
Electric Motors (Hove) Ltd., zuvor Battery Manufacturing Association, B.M.A. & Electrical Equipment Co.  und Gates & Pearson Ltd., war ein britischer Hersteller von Automobilen.

## Unternehmensgeschichte
Das Unternehmen Battery Manufacturing Association aus Hove begann 1951 mit der Produktion von Automobilen, basierend auf den Modellen von Hazeldine Motors. Der Markenname lautete BMA. Umfirmierungen in B.M.A. & Electrical Equipment Co., Gates & Pearson Ltd. und letztlich Electric Motors (Hove) Ltd. folgten. 1957 endete die Produktion. Insgesamt entstanden sieben Fahrzeuge. Davon wurde je eines nach Sri Lanka und Dänemark exportiert.

## Fahrzeuge
Im Angebot stand das Modell Hazelcar. Es war ein Elektroauto. Ein vierpoliger Elektromotor mit wahlweise 1,5 PS oder 2 PS trieb das Fahrzeug an. Das Getriebe hatte vier Gänge. Die Höchstgeschwindigkeit war mit 32 km/h angegeben und die Reichweite mit 96 km. Die offene zweisitzige Karosserie bestand aus Aluminium. Der Preis von 535 Pfund war zu hoch für einen Erfolg am Markt.
Das zweite Fahrzeug mit der Fahrgestellnummer E 12 erhielt am 7. August 1951 das britische Kennzeichen GBK 155 und das siebte Fahrzeug mit der Fahrgestellnummer E 17 1953 das Kennzeichen HNJ 517.
Das Auktionshaus RM Auctions versteigerte am 16. Februar 2013 ein Fahrzeug von 1953 mit der Fahrgestellnummer E 17 aus dem Bruce Weiner Microcar Museum für 9200 US-Dollar.